# Ньїрлугош
Ньїрлугош (угор. Nyírlugos) — місто в медьє Саболч-Сатмар-Береґ в Угорщині.
Місто займає площу 58,38 км², там проживає 2789 жителів (за даними 2010 року). За даними 2001 року, серед жителів міста 93 % — угорці, 7 % — цигани.
Місто Ньїрлугош знаходиться за 38 км на південний схід від центру міста Ньїредьгаза і за 36 км на північний схід від міста Дебрецен. У місті є залізнична станція.
Мано Когутович у 1880 р. подає Ньїрлугош анклавом проживання русинів-українців.

## Галерея

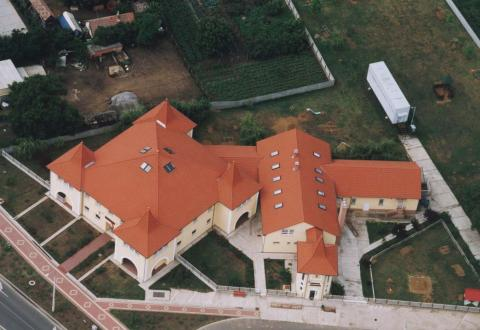
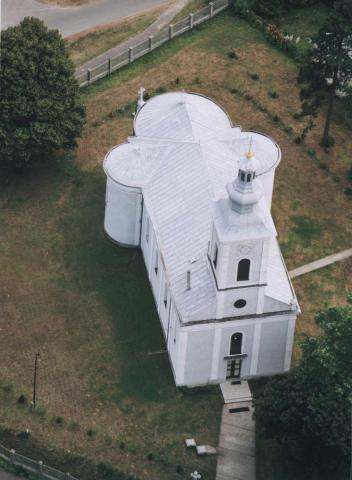

| Угорщина | Це незавершена стаття з географії Угорщини. Ви можете допомогти проєкту, виправивши або дописавши її. |